# Alison Nicholas

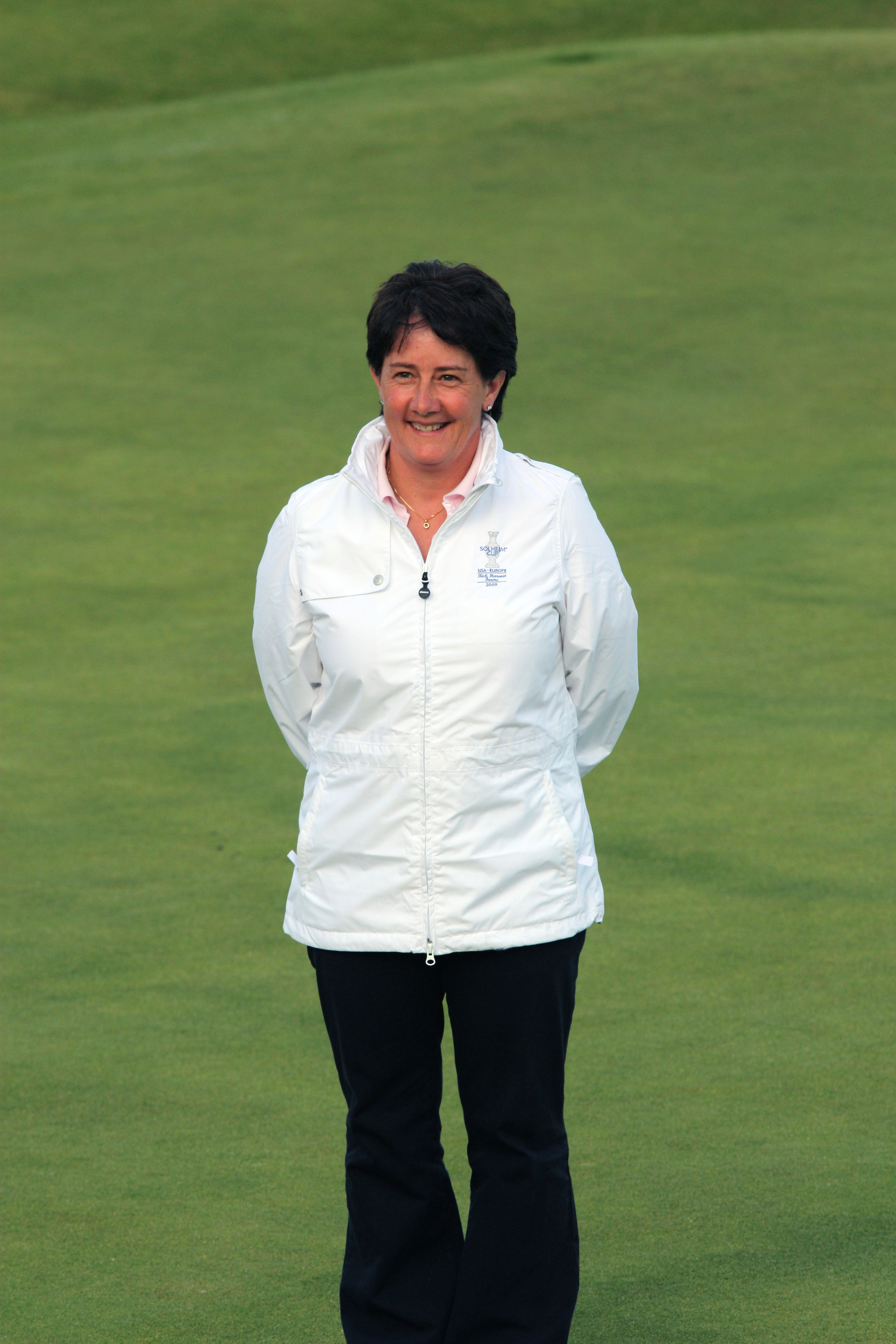
Captain in 2009

Alison Nicholas, MBE (Gibraltar, 6 maart 1962) is een professioneel golfster uit Engeland.

## Amateur
Alison begon pas met golf toen zij 17 jaar was. In 1983 won zij het Brits Amateur Strokeplay.  

### Gewonnen
- 1983: British Strokeplay Champion
- 1984: Yorkshire County Champion

## Professional
Alison Nicholas werd in 1984 professional. Haar eerste overwinning was meteen een Major van de Ladies European Tour. Tijdens haar 25-jarige golfcarrière verzamelde zij 18 overwinningen, waarvan vier op de Amerikaanse Tour. In 2004 trok zij zich terug uit het wedstrijdcircuit.

### Gewonnen
- 1987: Weetabix Women's British Open, Laing Charity Classic
- 1988: British Olivetti Tournament, Variety Club Charity Classic, James Capel Guernsey Open
- 1989: Lufthansa German Open, Gislaved Open, Qualitair Classic
- 1990: Variety Club Charity Classic
- 1992: Western Australian Open, Malaysian Open, AGF Open de Paris
- 1995: Payne & Gunter Scottish Open, LPGA Corning Classic, Ping AT&T Wireless LPGA Championship
- 1996: Guardian Irish Open
- 1997: US Women's Open
- 1999: Sunrise Hawaiian Open

### Teams
- Solheim Cup: 1990, 1992 (winnaars), 1994, 1996, 1998, 2000 (winnaars), vice–captain 2003 (winnaars), captain in 2009 en 2011

## Onderscheidingen
- 1991: Vivien Saunders Trophy for lowest stroke average 71.71
- 1997: Awarded The Association of Golf Writers Trophy
- 1997: Sunday Times Sportswomen of the Year
- 1997: Players' Player of the Year
- 1997: Evening Mail Sports Personality of the Year
- 1997: Midlands Sports Personality of the Year
- 1998: Lid in de Orde van het Britse Rijk in de "Queen's Birthday Honours List"
- 2002: Life Membership of the Ladies European Tour